# Lil Gotit
Lil Gotit, pseudonimo di Semaja Zair Render (Atlanta, 6 agosto 1999), è un rapper statunitense.

## Biografia
Lil Gotit ha fatto il suo esordio discografico con l'album in studio Hood Baby, uscito nel novembre 2018. Ha in seguito pubblicato cinque LP, fra cui Hood Baby 2 (2020), primo ingresso dell'artista nella Billboard 200. Nel luglio 2024 è avvenuta la pubblicazione del disco più recente, dal titolo Shut the Door, Nobody Listening e reso disponibile per il consumo in maniera indipendente.

## Discografia

### Album in studio
- 2018 – Hood Baby
- 2019 – Crazy But It's True
- 2020 – Hood Baby 2
- 2021 – Top Chef Gotit
- 2022 – The Cheater
- 2024 – Shut the Door, Nobody Listening

### Mixtape
- 2019 – The Real Goat
- 2020 – Superstar Creature

### Singoli
- 2018 – Loco
- 2018 – On Me (feat. HoodRich Pablo Juan)
- 2018 – Don't Hate Me
- 2018 – Drip Here (feat. Slimelife Shawty)
- 2019 – Da Real HoodBabies
- 2019 – Now
- 2019 – Drop the Top (feat. Lil Keed)
- 2019 – Never Met
- 2019 – Lil Ralph
- 2019 – Pop My Shit
- 2019 – OK OK
- 2019 – Glocks & Drums (con Lil Mexico)
- 2020 – Bet Up
- 2020 – Bricks in the Attic
- 2020 – Never Legit
- 2020 – What It Was (feat. Future)
- 2020 – Tellin Ya (feat. Lil PJ)
- 2020 – Dead Walkin
- 2021 – Pill Poppin (con Yak Yola)
- 2021 – Wok
- 2021 – Toosie
- 2021 – Burnt n Turnt (con Nav)
- 2021 – Work Out (feat. Gunna)
- 2021 – Father's Day (feat. Lil PJ)
- 2021 – Walk Down (feat. CEO Trayle, Lil Double 0 & Biggz)
- 2022 – Speaking Codes (con Soren e Nessly)
- 2022 – Take Care (feat. Toosii & Millie Go Lightly)
- 2022 – She Know It
- 2022 – Rich Shit (feat. Ty Dolla Sign & Lil Keed)
- 2022 – MF Trimm
- 2022 – 360 Boy
- 2022 – Pope Livin
- 2022 – WWP
- 2022 – Givenchy Draws
- 2022 – Slimes in Alabama (con Tooley)
- 2023 – Ain't No Falling Off (feat. Bslime)
- 2023 – Drippin in Spider
- 2023 – Lustin
- 2023 – Feelin Myself
- 2023 – Hell Yeah (con Lil PJ Bslime)
- 2023 – 250 (con Money Musik)
- 2023 – Don't Call Me Twin
- 2023 – Retail Addict (con Ghostluvme)
- 2023 – There Go Shawty
- 2023 – Dr. Martin
- 2023 – Bow
- 2024 – Secluded (con Hitkidd)
- 2024 – Snaked Em (con Rayy Blank)
- 2024 – How (con Sexton)
- 2024 – Twisting Our Fingers (con Young Thug e Lil Keed)
- 2024 – What's Hanin (con Sammy.0g)